# بلبل أصفر الحنجرة
بلبل أصفر الحنجرة (الاسم العلمي: Pycnonotus xantholaemus) (بالإنجليزية: Yellow-throated Bulbul)‏ هو نوع من الطيور يتبع جنس البلبل من فصيلة البلابل.